# شالي لينينغ
شالي لينينغ (بالإنجليزية: Shalee Lehning)‏ مواليد 27 أكتوبر 1986 في ليبرال، هي لاعبة كرة سلة أمريكية معتزلة تحولت إلى التدريب بعد الاعتزال. بدأت مسيرتها الاحترافية في سنة 2009. تم اختيارها من قبل فريق أتلانتا دريم خلال الدرافت. يبلغ طولها 5 قدم 9 بوصة (1.8 م). اعتزلت اللعب في 2011.

## روابط خارجية
- شالي لينينغ على موقع الاتحاد الوطني لكرة السلة النسائية (الإنجليزية)
- شالي لينينغ على موقع كرة السلة الأوروبية.كوم (الإنجليزية)
- شالي لينينغ على موقع كلية كرة السلة في سبورتس رفرنس.كوم (الإنجليزية)
- شالي لينينغ على موقع بروبوليرز (الإنجليزية)
- شالي لينينغ على موقع سبورتس رفرنس (الإنجليزية)
- شالي لينينغ على موقع قاعة كنساس للمشاهير الرياضية (مؤرشف) (الإنجليزية)